# Happy End (альбом, 1973)
Happy End — третий и последний студийный альбом японской фолк-рок-группы Happy End, выпущенный 25 февраля 1973 года.

## Об альбоме
Пластинка записывалась в Лос-Анджелесе на студии Sunset Sound Studios в октябре 1972 года. Продюсером выступил Ван Дайк Паркс, известный сотрудничеством с Брайаном Уилсоном и The Beach Boys. В 2013 году Паркс рассказал, что члены группы вошли к нему без предупреждения, в то время как он с Лоуэллом Джорджем работал над альбомом Sailin' Shoes, и попросили дать им «калифорнийское звучание». Сначала он отказался, сославшись на занятость с записью собственного альбома Discover America, однако согласился, когда Джордж заметил у менеджера Happy End чемодан, набитый свежими стодолларовыми купюрами.
Несмотря на то что Хосоно позже описывал сотрудничество с Парксом как плодотворное, сессии записи оказались слабыми и члены группы разочаровались в своих представлениях об Америке. Имели место языковой барьер и неприязнь между сотрудниками лос-анджелесской студии и Happy End, что ещё больше расстроило участников. По воспоминаниям Хосоно и Отаки, однажды Паркс был под наркотиками во время продюсирования и пытался читать им нотации о Перл-Харборе и Второй мировой войне. Такие негативные настроения были переданы в последней композиции альбома — «Sayonara America, Sayonara Nippon», над которой в некоторой степени поработали Паркс и Джордж. Позже Мацумото объяснял: «Мы уже махнули рукой на Японию и [с этой песней] также прощались с Америкой. Мы не собирались больше принадлежать к какому-либо месту».
Пластинка была издана 25 февраля 1973 года, после официального распада группы 31 декабря 1972 года.

## Список композиций
| №  | Название                                                                           | Текст песни     | Музыка         | Длительность |
| -- | ---------------------------------------------------------------------------------- | --------------- | -------------- | ------------ |
| 1. | «Fuuraibou» (風来坊, «Странник»)                                                   | Харуоми Хосоно  | Харуоми Хосоно | 3:31         |
| 2. | «Hisamezuki no Sukecchi» (氷雨月のスケッチ, «Эскиз „Месяца ледяных бурь“»)         | Такаси Мацумото | Сигэру Судзуки | 3:05         |
| 3. | «Ashita Atari wa Kitto Haru» (明日あたりはきっと春, «Конечно, завтра будет весна») | Мацумото        | Судзуки        | 4:00         |
| 4. | «Mufūjoutai» (無風状態, «Безветренно»)                                             | Хосоно          | Хосоно         | 3:18         |

| №  | Название                                                                                                   | Текст песни | Музыка                    | Длительность |
| -- | --- | ----------- | ------------------------- | ------------ |
| 5. | «Sayonara Toori San Chiban» (さよなら通り３番地, «Адрес До свидания, 3»)                                   | Мацумото    | Судзуки                   | 3:13         |
| 6. | «Aiaigasa» (相合傘, «Делиться зонтиком»)                                                                   | Хосоно      | Хосоно                    | 3:05         |
| 7. | «Inakamichi» (田舎道, «Просёлочная дорога»)                                                                | Мацумото    | Эйити Отаки               | 2:39         |
| 8. | «Soto wa ii Tenki» (外はいい天気, «На улице хорошо»)                                                       | Мацумото    | Отаки                     | 2:18         |
| 9. | «Sayonara America, Sayonara Nippon» (さよならアメリカ さよならニッポン, «Прощай, Америка, прощай, Япония») | Happy End   | Happy End, Ван Дайк Паркс | 4:33         |

## Участники записи
Данные взяты из буклета к Happy End.
Happy End
- Харуоми Хосоно — бас-гитара, мандолина, акустическая гитара, пианино, вокал
- Эйити Отаки — акустическая гитара, вокал
- Сигэру Судзуки — электрогитара, вокал
- Такаси Мацумото — ударные

Дополнительный персонал
- Кёрби Джонсон — аранжировка духовых инструментов (1—3)
- Ван Дайк Паркс[англ.] — орган, пианино
- Том Скотт[англ.] — саксофон-альт, саксофон-тенор
- Билл Пейн[англ.] — пианино
- Дейв Дьюк — валторна
- Слайд Хайд[англ.] — тромбон
- Чак Финдли[англ.] — труба
- Лоуэлл Джордж[англ.] — слайд-гитара
- Work Shop Mu!! — оформление обложки
- Масахиро Ногами — фотография